# Alberto Martini
Alberto Giacomo Spiridione Martini (Oderzo, 24 novembre 1876 – Milano, 8 novembre 1954) è stato un disegnatore, pittore, incisore e illustratore italiano, precursore del movimento surrealista.

## Biografia
Alberto Giacomo Spiridione nasce a Oderzo (TV) da Maria dei Conti Spineda de Cattaneis, antica famiglia nobile trevigiana, e da Giorgio Martini, pittore naturalista e professore di disegno.
Tra il 1890 e il 1895 sotto la guida del padre, Alberto inizia a dipingere e a disegnare continuando così la tradizione familiare. In effetti, i parenti materni del padre erano noti decoratori e mosaicisti veneziani.

Durante gli anni della formazione, Martini realizza innumerevoli disegni, rivelando subito una particolare predilezione per la grafica. Pur dedicandosi alle matite grasse, realizza anche oli, acquarelli e tempere di piccolo formato grazie ai quali, superato il mero esercizio scolastico, raggiunge i primi validi risultati.

I temi preferiti sono quelli della campagna trevigiana e dei contadini al lavoro: quindi l'uomo e il suo rapporto con la natura vista nel suo divenire (ad es. Antica gualchiera trevigiana, 1895). Si esercita anche su fiori e conchiglie, che studia in modo analitico, lasciando una serie di acquarelli molto belli.

Al di là di un mero esercizio dal vero, sono temi attraverso i quali Alberto mostra di assimilare la cultura figurativa italiana ed europea tardoromantica, populista e umanitaria, volta a cogliere dubbi e perplessità d'intonazione simbolista sul senso della vita, piuttosto che a definire un ambiente.

Tra il 1894 e il 1896 realizza le quattordici chine acquerellate dell'Albo della morte, rivelando suggestioni culturali di matrice nordica.

### Le illustrazioni dei classici
Nel 1895 inizia la prima serie di illustrazioni a penna in inchiostro di china per il Morgante Maggiore di Luigi Pulci, che, tuttavia, presto abbandona per dedicarsi alle illustrazioni per La secchia rapita di Alessandro Tassoni, continuate sino al 1903.

I centotrenta disegni eroicomici per La secchia, in gran parte opera giovanile, sono, nella definizione dello stesso Martini, ...una curiosa sfilata di soldatacci mangiati dalla fame e pidocchiosi…[...].

Queste opere testimoniano una grande abilità grafica di Martini, che non ha ancora trent'anni, e chiudono l'esperienza giovanile sul piano di precise fonti letterarie e influenza nordiche. Pur nella puntuale referenzialità del testo (la vena burlesca di Tassoni, la sua truculenza barocca e l'enfasi litografica del "sublime" basso), i personaggi elaborati da Alberto sembrano mutare in una sorta di grottesco rivoluzionario che proclama la libertà d'azione e d'invenzione sul personaggio.

Evidente, in queste opere, l'influsso della grafica manierista tedesca cinquecentesca (l'interesse per Dürer, Luca di Leida, Urs Graf, Hans Baldung detto Grien, e ammira Joseph Sattler) recuperata attraverso una peculiare lettura simbolista.

Nel 1896-97 Esegue una serie di 30 disegni a penna in inchiostro di china che intitola La corte dei miracoli.
 Inizia a illustrare il ciclo grafico per il Poema del lavoro che porterà a termine nel 1898 (in totale 9 disegni a penna in inchiostro di china).

Nel 1897 espone alla II Biennale di Venezia 14 disegni per La corte dei miracoli che l'anno seguente verranno presentati a Monaco di Baviera e all'Esposizione Internazionale di Torino con i disegni per Il Poema del lavoro.
Nel 1898 Martini soggiorna a Monaco e lavora come illustratore per le riviste Dekorative Kunst e Jugend. Determinante risulta, la primavera di quest'anno, l'incontro dell'artista con Vittorio Pica in occasione dell'Esposizione Internazionale di Torino: sarà il noto critico napoletano a sostenerlo d'ora in poi, proponendo la sua arte in ambito italiano ed europeo.

### Le cromolitografie
Nel 1899 con i disegni per Il poema del lavoro partecipa alla III Biennale di Venezia, che verranno in seguito esposti a Monaco e a Berlino. A partire da questo anno esegue una serie di diciannove cromolitografie (cartoline postali illustrate, manifesti per Carnevale o veglioni e affiches pubblicitarie) per le case litografiche Longo e Zoppelli di Treviso.

Si tratta di lavori d'ispirazione vagamente liberty con evidenti richiami alla Secessione e al gusto preraffaellita inglese. Vittorio Pica offre intanto all'artista di collaborare come illustratore alla rivista Emporium e ai fascicoli Attraverso gli Albi e le Cartelle.

Nel 1901 esegue il primo ciclo di 19 disegni a penna acquarellati per l'edizione illustrata de "La Divina Commedia" promossa dal concorso Alinari di Firenze. Partecipa alla IV Biennale di Venezia con i disegni per La secchia rapita che in parte sono acquistati dalla Galleria Nazionale d'Arte Moderna di Roma.

Nel 1903 termina le illustrazioni per La secchia rapita (130 disegni a penna in inchiostro di china) e ne espone alcune alla V Biennale di Venezia.

### L'esperienza europea
Nel 1904 effettua un breve soggiorno a Parigi. Disegna i primi ex libris per Antonio Fogazzaro, V. Pica, G. Rovetta e Tom Antongini. Si dedica a un altro ciclo grafico dal titolo La lotta per l'amore (disegni a penna e pennello in inchiostro di china).
Partecipa con successo a una rassegna a Londra.

Nel 1905 completa la serie La lotta per l'amore (in totale 86 disegni). Inizia le illustrazioni per La parabola dei celibi con cui partecipa alla VI Biennale di Venezia. Nel mese di luglio inizia a eseguire le tavole illustrative per i racconti di Edgar Allan Poe, cui lavorerà sino al 1909 e oltre, inaugurando un periodo di grande intensità creativa nell'ambito della grafica a spunto letterario.
Il 1907 è un anno importante, grazie ai contatti intessuti da Vittorio Pica: infatti l'artista inizia l'illustrazione del Vert-vert di Gresset con due disegni a penna in inchiostro di china.
In occasione di una mostra personale presso la Leicester Gallery si reca a Londra, ove conosce il celebre editore William Heinemann; con il suo aiuto, nel 1914, Martini organizzerà nella capitale inglese una mostra personale alla Galleria Goupil.
Partecipa alla VII Biennale di Venezia esponendo, nella sala L'arte del sogno, due splendidi oli, intitolati Notturno e Nel sonno e alcuni disegni tra i quali La bellezza della donna.
Si reca per un breve soggiorno a Parigi dove, ancora tramite Pica, incontra Gabriel Mourey, scrittore e collaboratore dalla Francia per la rivista bergamasca "Emporium", ed Eugène Rodriguez, presidente della società "Les cent bibliophiles".

### La grafica a spunto letterario
Nel 1908 In autunno partecipa alla Mostra di belle arti di Faenza, nella sezione del "Bianco e nero", esponendo alcuni disegni della Parabola dei celibi, alcune illustrazioni per Poe e altre opere ispirate alla città di Venezia. A questo anno risale una fitta corrispondenza di Martini con lo scrittore simbolista russo Valerij Brjusov, conosciuto probabilmente durante il soggiorno a Monaco nel 1898.
Presso l'editore londinese Heinemann viene pubblicato un volume di novelle di Perceval Landon, Raw Edges - Studies and Stories of These Days, contenente quattro illustrazioni di Martini.
Nel 1909 esegue tre disegni a penna in inchiostro di china: Crepuscolo veneziano, Una pagina crudele e Sogno. Partecipa alla VIII Biennale di Venezia con i disegni a penna La bella straniera, Murano e con otto illustrazioni per le Storie straordinarie di Poe. Esegue una serie di disegni per l'opera di Stéphane Mallarmé, Poemucci in prosa e le prime tavole per il Macbeth di Shakespeare, cui l'artista lavorerà sicuramente sino al 1911.
Nel 1910-11 esegue le tavole illustrative per il poema tragico di Enrico Annibale Butti Il castello del sogno (1910), edito dai Fratelli Treves di Milano.
In seguito alla morte del padre, avvenuta il 28 ottobre 1910, Martini si trasferisce con la madre a San Zeno, nella campagna di Treviso. A questo periodo risalgono le illustrazioni più significative eseguite per l'Amleto di Shakespeare, il ciclo grafico per le poesie di Paul Verlaine (55 disegni a penna colorati a pastelli) e una serie di puntesecche quali La sirena dormiente, Le figlie di Leda, La sirena e il mostro.

## La pittura a pastello

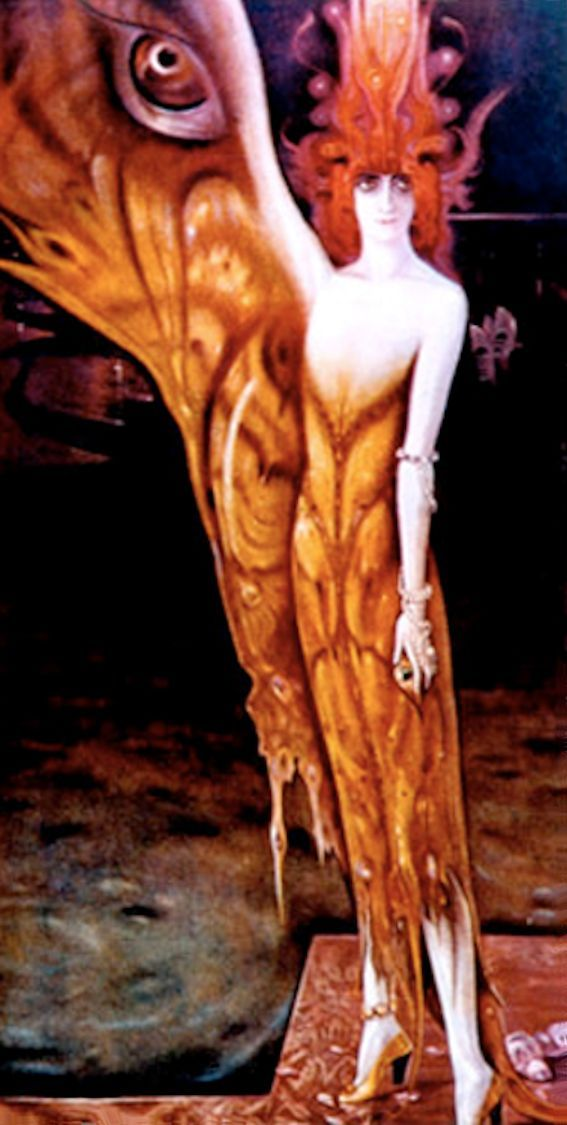
Ritratto della marchesa Luisa Casati, 1912.

Nel 1912, incoraggiato da Pica, Martini si dedica alla produzione pittorica, facendo uso soprattutto della tecnica del pastello.
Esegue le "Sinfonie del sole" (L 'Aurora, La notte, I fiumi) e il pastello Farfalla gialla, esempio delle numerose opere di questi anni caratterizzate dal tema della donna-farfalla. Il medesimo soggetto ricomparirà nel 1915, in una serie di litografie intitolata "Farfalle".
Partecipa alla X Biennale di Venezia con i disegni a penna in inchiostro di china Autoritratto, Vittorio Pica, Hans St. Lerche.
Nel 1914 è presente alla XI Biennale di Venezia dove espone, insieme ai ritratti della marchesa Luisa Casati e della contessa Revedin, il pastello Arlecchino.

## Le litografie

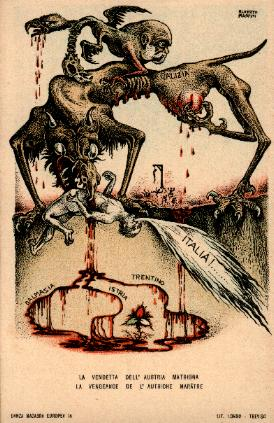
Una delle cartoline della serie Danza Macabra.

Allo scoppio del primo conflitto mondiale, esegue 54 litografie intitolate Danza macabra, tramite le quali rivela il suo sentimento antitedesco. Stampate in formato cartolina, vengono distribuite tra gli alleati quale propaganda contro l'Impero austro-ungarico: a tale proposito, va ricordato che Charles Carry, addetto all'Ambasciata inglese di Roma gli invia i suoi complimenti uniti alla richiesta di una serie completa per l'Ambasciatore inglese presso il Quirinale; anche il pittore Federico Zandomeneghi rimane colpito e "impaurito" dalla "fantasia infinita" di Martini.
L'artista inizia anche una serie di litografie, terminate nel 1915, per il poema grafico Misteri, contenente sei illustrazioni (Amore, Morte, Infinito, Follia, Sogno, Nascita). L'opera, preceduta da un commento di Emanuele di Castelbarco, verrà pubblicata dalla casa editrice "Bottega di Poesia" nel 1923.

Nel mese di dicembre muore la madre dell'artista.

## Il periodo bellico
Nel 1916, in maggio, alla Leicester Gallery di Londra, espone quattro serie della Danza macabra, Gli orrori della guerra, sei disegni per Poe e la litografia Avanti Italia. In settembre, a Liverpool, partecipa a una mostra collettiva organizzata sempre dalla Leicester Gallery: in questa sede, oltre alle opere esposte a Londra, presenta le serie litografiche Farfalle e Bocche.
Nel 1917-18 a Bologna, in attesa di partire per il fronte, Martini inizia a miniare, con inchiostro di china e acquarelli colorati, le ballate Les Orientales di Victor Hugo portate a termine nel gennaio dell'anno successivo.

## L'ispirazione teatrale

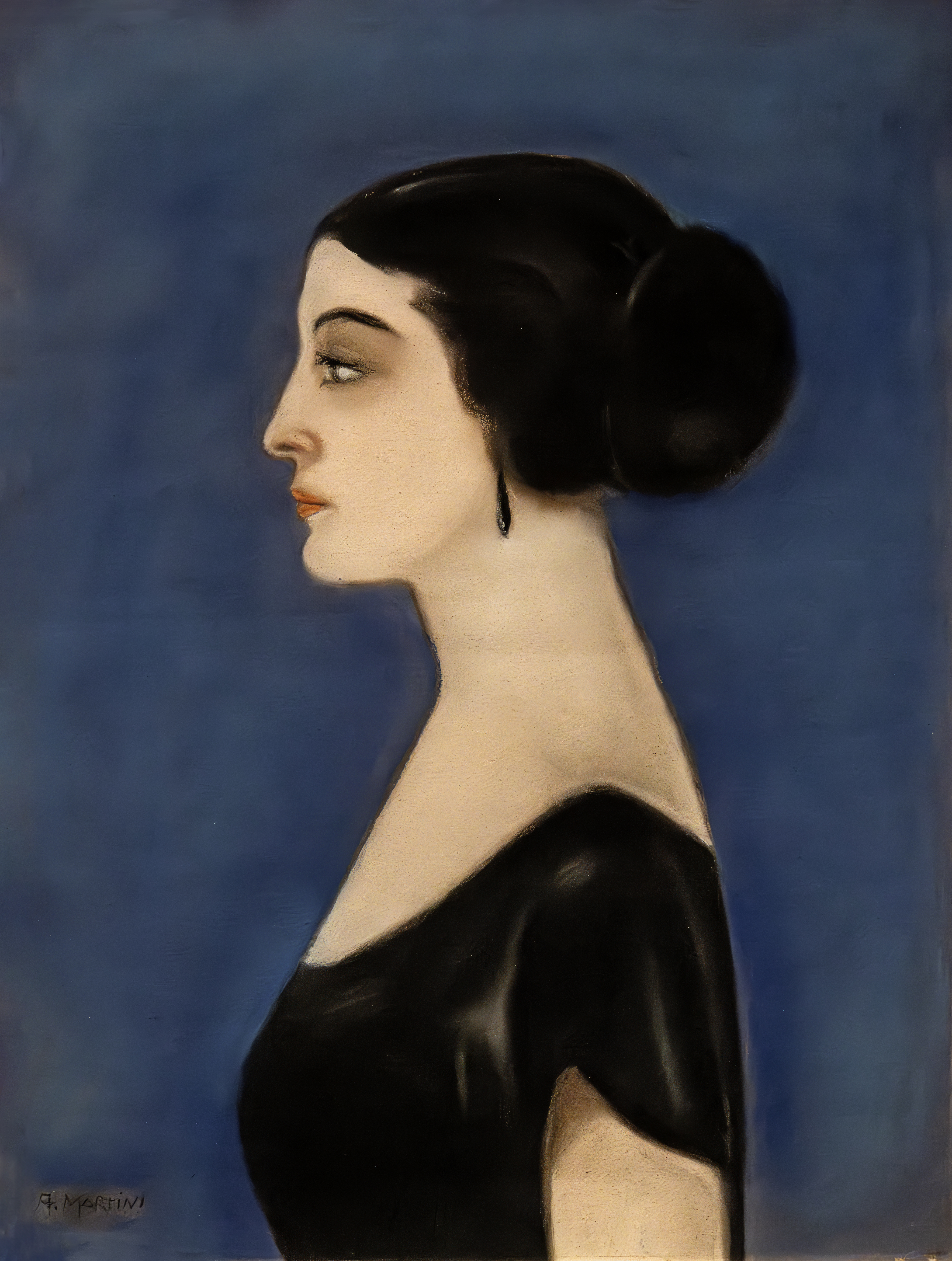
Maria Petringa Martini, 1924, Pinacoreca Civica "ALBERTO MARTINI" di Oderzo

Nel 1919, in gennaio, si inaugura la mostra personale presso la Galleria Pesaro a Milano. Agli anni 1919-20 risale l'interesse di Martini per il teatro: realizza infatti 84 disegni a penna e acquarello colorato e sei tavole a tempera per i costumi del balletto Il cuore di cera. In tale occasione l'artista si occupa anche della coreografia e del canovaccio letterario.
Nel 1920 Torna a esporre, insieme allo scultore Hans St. Lerche e al pittore Mario Cavaglieri, alla Galleria Pesaro. Il catalogo della mostra reca la presentazione di Vittorio Pica.
Martini inizia il ciclo grafico di Trentun fantasie bizzarre e crudeli che, completato nel 1922, verrà pubblicato nel 1924 dalle Edizioni Bottega di Poesia, dirette dal conte Emanuele di Castelbarco Visconti Simonetta. Tramite Castelbarco, Martini entra in contatto con i personaggi aristocratici del tempo, in particolare nobildonne quali la principessa Paola d'Ostheim e Wally Toscanini che gli commissioneranno numerose opere.
Nel 1922 Partecipa alla XIII Biennale di Venezia con il disegno a penna Ritratto del marchese G.F.P., alcuni pastelli e 13 opere del ciclo Trentun fantasie bizzarre e crudeli.
Nel 1923 alla primavera di quest'anno risale l'idea di Martini del Tetiteatro: un teatro sull'acqua completamente inventato e dedicato, come dice il nome, alla dea del mare Teti. "Fu nella primavera del 1923 che inventai il Tetiteatro – scriverà Martini nella sua Vita d'artista - un'invenzione teatrale che ha fatto il giro del mondo rimanendo intatta, perché il giro del mondo non l'ha fatto con l'autore. Un architettonico teatro terraqueo, uno strumento gigante per le risonanze di una nuova voce e per nuove plastiche teatrali".
Martini esegue, infatti, ispirandosi a opere teatrali o musicali di Wagner, Strauss, Eschilo, Wilde e altri, una serie di disegni e scenografie per la realizzazione del suo teatro sull'acqua. Tali illustrazioni verranno pubblicate nel volume Il Tetiteatro ovvero il teatro sull'acqua di Alberto Martini, testo di Emanuele di Castelbarco, edito nel 1924 da Bottega di Poesia.
Nel 1924 espone alla XIV Biennale di Venezia il pastello A Venezia, nel quale ritrae Maria Petringa, sua futura moglie, che sarà per Martini fonte di ispirazione per numerose opere, come testimonia la serie di ritratti a lei dedicati quali il pastello L'album di Daumier del 1924, presentato alla Biennale di Venezia del 1926; Parrucca bianca, opera esposta alla mostra del 1927 presso la Galleria Scopinich di Milano; e l'olio Serenade - Maria con la chitarra del 1928.
Nel 1927 Martini esegue disegni e dipinti per illustrare il numero di novembre-dicembre della rivista "L'Eroica" . Decide di fondare, insieme ad altri, un comitato per le onorificenze a Vittorio Pica: aderiscono a tale iniziativa numerosi artisti italiani e stranieri.
Nel 1928, a febbraio, la proposta di Martini trova realizzazione nella mostra "Raccolta internazionale d'arte offerta dagli autori in omaggio a Pica", tenutasi a Milano alla Galleria Scopinich. Per l'occasione Martini esegue una vignetta utilizzata per la copertina del catalogo e un disegno in cui ritrae di profilo il volto di Pica.

## Il periodo parigino
Deluso e amareggiato dall'ostilità dei critici italiani, che verso la fine degli anni venti sembrano ignorare i suoi lavori, Martini si trasferisce a Parigi ove trova amicizie altolocate e numerosi estimatori della sua arte. A Parigi, Martini rimarrà sino al 1934, a eccezione di qualche breve soggiorno in Italia e un viaggio a Berlino nel 1932.
In questi anni la moglie, rimasta in Italia, lo raggiunge periodicamente. Nella capitale francese Martini frequenta l'ambiente dei critici e dei letterati. Stringe amicizia con Solito de Solis, musicista e appassionato d'arte, che lo introduce nei salotti aristocratici parigini.
Inizia a dipingere "alla maniera nera" eseguendo opere di impostazione surrealista: ne sono esempio gli oli Conversazione con i miei fantasmi, Fiore dello scoglio, La prigione sotterranea.
1929-30: in questo periodo parigino Martini, produce una cospicua serie di opere pittoriche "alla maniera chiara": Martini torna a dedicarsi all'illustrazione in bianco e nero di numerosi testi; esegue infatti disegni a penna e acquarelli colorati per "Une saison en enfer" di Rimbaud, "Les fleurs du mal" di Charles Baudelaire, "Poèmes di Mallarmé", "L'homme qui rit" di Victor Hugo, "La croix de bois" di Dorgelès, "La danse macabre" di M. Orland, "Les destinées" di Alfred de Vigny.
Nel 1930 partecipa alla XVII Biennale di Venezia con l'olio L'uomo che crea.
Nel 1932 si dedica in particolar modo alle arti applicate: disegna una serie di progetti per piccole sculture in vetro ispirandosi ai canoni stilistici dell'art déco e del Novecento e una cinquantina di illustrazioni per stoffe o carte da parati, probabilmente commissionate dall'industriale tessile Adolfo Bogoncelli.

## Il ritorno a Milano
Nel periodo 1934-1940, a causa della precaria situazione finanziaria, Martini è costretto a rientrare a Milano. Qui, in occasione della triennale milanese, esegue il bozzetto per il trittico Battaglia d'uomini e demoni; con quest'opera si impegna a esaltare le conquiste del regime.
Allo stesso tempo però, soprattutto tra il 1935 e il 1936, rivela il suo acceso antinovecentismo tramite la pubblicazione sulla rivista "Perseo" di disegni, didascalie e vignette caratterizzati da una pungente vena satirica.
Continua le illustrazioni, iniziate a Parigi nel 1929, per l'Aurelia di Gérard de Nerval, che terminerà nel 1944. A questi anni risalgono anche un disegno a penna in inchiostro di china per i Fioretti di San Francesco, le tavole illustrative per il libro Cuore di Edmondo De Amicis (1936) e una serie di disegni per la tragedia di Guido Stacchini, Il Titano liberato.

Nel periodo 1941-1952 illustra con una serie litografica a colori La vita della Vergine e altre poesie di R.M. Rilke. Esegue inoltre un ciclo grafico per La vita di Cristo (1943-1944) e numerosi Ex Libris, calcografici o fotoincisi, ad oggi sempre più ricercati dai collezionisti di tutto il mondo.

Nel dicembre 1946 partecipa alla "Esposizione internazionale di ex libris e illustrazione del libro" al Museo di Belle Arti di Nancy, dove gli viene conferito un diploma d'onore.
Nel 1947 esegue dodici puntesecche raccolte sotto il titolo Poema mitografico. In questi anni Martini continua a dedicarsi anche all'attività pittorica alternando a opere caratterizzate da un mediocre naturalismo lavori resi con un realismo non privo di notevole efficacia espressiva.
Tra le pitture ad olio più interessanti vanno ricordate: Anime gemelle (1945), Corteo di Venere (1949), La valle di Cleopatra (1950). Nel 1952 espone alla XXVI Biennale di Venezia i disegni a penna in inchiostro di china colorati a pastello dal titolo La realtà e i sogni di gloria e La finestra di Psiche nella casa del poeta.

## Testamento spirituale
L'8 novembre 1954 muore a Milano, all'Ospedale Fatebenefratelli.
Lascia un testamento spirituale, auspicando l'istituzione di un museo dove custodire le memorie e i documenti del surrealismo italiano che è stato. Ora c'è la Pinacoteca Civica Alberto Martini di Oderzo.